# Журуєна
Журуєна (порт. Juruena) — річка у центральній Бразилії протікає у штатах Мату-Гросу та Амазонас — ліва складова утворення річки Тапажос, правої притоки Амазонки. Належить до водного басейну Атлантичного океану.

## Географія
Річка починає свій витік на схилах височини Сєрра-дус-Паресіс і тече по сильно порожистій ділянці через західну область Бразильського нагір'я, в північному напрямку. В нижній течії протягом близько 190 км тече на кордоні штатів Мату-Гросу та Амазонас і зливаючись із річкою Телес-Пірес, утворює річку Тапажос. Через численні пороги та водоспади, не судноплавна.
Річка має власне довжину 960 км. Річкова системи Журуєна-Арінос має довжину — 1 180 км, а Журуєна-Ананіна — 1 240 км. Середньорічна витрата води в гирлі становить 4 360 м³/с. Площа басейну — 190 940 км².
Живлення дощове, повінь із грудня по квітень.

## Притоки
Річка Журуєна на своєму шляху приймає воду великої кількості приток, найбільші із них:
- Жуніна (ліва притока, 220 км, 8 200 км², 220 м³/с)
- Камараре (ліва, 230 км)
- Папаґайо (Сатурніна, права, 350 км, 15 800 км², 420 м³/с)
- Санґує (права, 500 км, 29 370 км², 630 м³/с)
- Арінос (права, 750 км, 58 850 км², 1 350 м³/с)
- Сан-Томе (права, 200 км, 4 900 км², 110 м³/с)